# Julian Jończyk
Julian Jończyk (ur. 10 stycznia 1930 w Szczekocinach, zm. 27 września 2007 w Krakowie) – polski artysta awangardy powojennej, członek i współzałożyciel Grupy Nowohuckiej i Grupy Krakowskiej.

## Życiorys
Ukończył III Liceum Ogólnokształcące im. Bolesława Prusa w Sosnowcu. W latach 1950–1956 studiował malarstwo w krakowskiej Akademii Sztuk Pięknych. Był współzałożycielem i członkiem Grupy Pięciu zwanej Grupą Nowohucką (1956–1961). W 1961 roku został wraz z innymi członkami Grupy Nowohuckiej przyjęty do Grupy Krakowskiej.
W swojej twórczości bliski nurtowi minimal artu. Uprawiał malarstwo, rzeźbę, fotografię i performance, był także poetą. Z początkiem lat 70. odszedł od malarstwa i zajął się eksperymentami ze światłem. Częstym elementem jego rzeźb i instalacji była neonowa świetlówka, która stała się jego znakiem rozpoznawczym. Głośna była jego Korekta pomnika Adama Mickiewicza na Rynku Głównym w Krakowie – w dłoni wieszcza artysta umieścił pęk neonowych lamp. Znacząca była też instalacja przed Muzeum Narodowym w Krakowie, przygotowana na otwarcie stałej muzealnej Galerii Sztuki XX wieku.
Jego spuścizna znajduje się przede wszystkim w Muzeum Narodowym w Krakowie, część dzieł zgromadzono w Muzeum Sztuki w Łodzi. Pośmiertną wystawę twórczości zorganizowało w 2010 roku Muzeum Narodowe w Krakowie.

## Główne dzieła
- Confetti
- Obraz prawie zniszczony
- Stół
- Przemienienie
- Korekta pomnika Adama Mickiewicza.